# Kajlinger Mihály

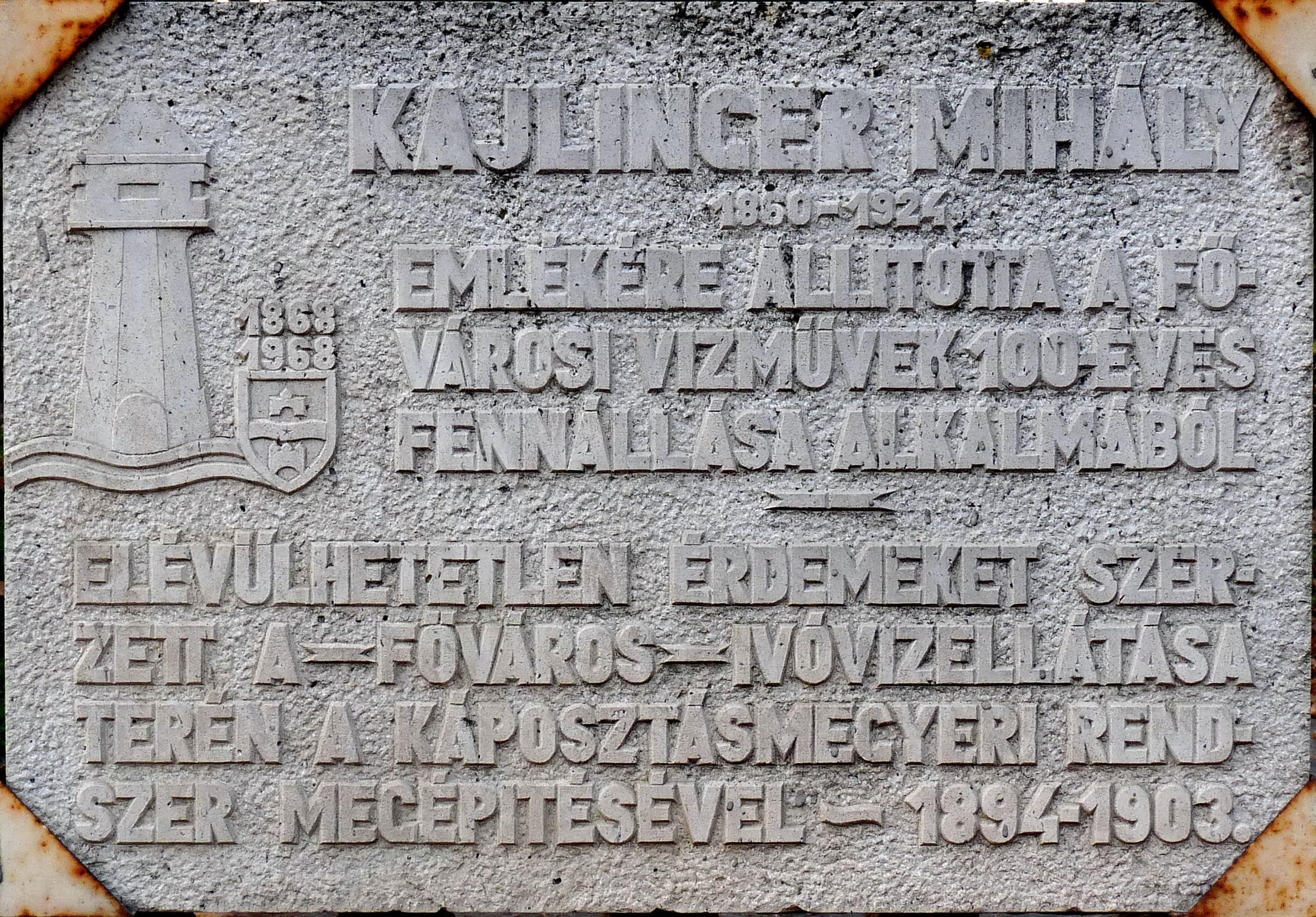
Emléktáblája Budapest IV. kerületében

Kajlinger Mihály (Pest, 1860. február 27. – Budapest, 1924. április 5.) gépészmérnök, Budapest vízellátási rendszerének főtervezője.

## Élete
Budapesten a Királyi József Műegyetemen 1883-ban szerzett gépészmérnöki oklevelet. 1883-tól a Főváros szolgálatába állott. A város csatornázásával foglalkozó osztályon kapott munkát, a központi szivattyúállomás már az ő tervei szerint készült el. Hamarosan felismerik tehetségét és kiváló szaktudását, és előbb vízügyi tanácsadó, majd Wein János, a Fővárosi Vízművek első igazgatójának nyugalomba vonulása után, 1896-ban a polgármester kinevezi utódjául. Folytatja az elődje által megkezdett munkát a város vízművének kiépítésében. Ő készítette a káposztásmegyeri telep végleges terveit. Nevéhez fűződik az ivóvíz nyerése céljából ma is használt vertikális kutak rendszerének bevezetése. AZ 1893. évi nagy kolerajárvány idején a robbanásszerűen növekvő lakosság egészséges vízhez juttatása elemi érdek volt: Kajlinger négy ideiglenes vízkivételi telepet tervezett és valósított meg (a Markó utcánál, a Margit-híd budai és pesti oldalánál és Káposztásmegyeren), melyek a vízmű végleges kiépüléséig használatban voltak. Véglegesen kiépítette a budai hegyvidék átemelő medencéit és nyomásfokozó szivattyúit. A víztakarékosság elősegítése céljából bevezette a fogyasztásmérőket. Budapest vízellátását a Szentendrei-sziget vízbázisáról ő valósította meg elődje elgondolása alapján.
Szaktudását a vidéki városok vízművei is hasznosították: ő tervezte Temesvár vízművét, de tanácsait figyelembe vették Miskolc, Fiume, Szombathely és Szeged vízművei is.
A Magyar Mérnök- és Építész-Egylet kétszer választotta elnökéül. 1923-ban elnyerte az egylet Hollán-pályadíját Budapest vízellátásáról írt tanulmányával. A Fővárosi Vízművek máig nagy tisztelettel emlékszik egykori igazgatójára: a székházába belépőket két életnagyságú festmény fogadja: Wein Jánosé és Kajlinger Mihályé.

## Házassága
Felesége zborói Zboray Margit Mária Antónia (Lipótváros, Pest, 1866. június 29. – Budapest, 1944. október 11.), zborói Zboray Béla (1836–1920) köz- és váltó-ügyvéd, országgyűlési képviselő és nyiri Garay Emília (1842–1894) leánya. Kajlinger Mihály és Zboray Margit frigyéből nem maradtak meg leszármazottjai.

## Műve
- Budapest vízellátása az 1897-1900. évek alatt és ennek tanulságai. Budapest, 1902.